# Tenggarabeostare
Tenggarabeostare (Gracula venerata) är en fågelart i familjen starar inom ordningen tättingar.

## Utbredning och systematik
Fågeln förekommer i Små Sundaöarna från Lombok till Alor. Den kategoriserades tidigare som underart till beostare (Gracula religiosa) men urskildes 2016 som egen art av BirdLife International, 2022 av tongivande eBird/Clements och 2023 av International Ornithological Congress.

## Status
Den kategoriseras av IUCN som starkt hotad.